# Sierra del Aguilar
Sierra del Aguilar är en bergskedja i Argentina.   Den ligger i provinsen Jujuy, i den norra delen av landet, 1 500 km nordväst om huvudstaden Buenos Aires.
Sierra del Aguilar sträcker sig 29,3 km i nord-sydlig riktning. Den högsta toppen är Cerro Aguilar, 4 855 meter över havet.
Topografiskt ingår följande toppar i Sierra del Aguilar:
- Cerro Aguilar
- Cerro Morado Grande
- Cerro Negro
- Cerro Overo

Omgivningarna runt Sierra del Aguilar är i huvudsak ett öppet busklandskap. Runt Sierra del Aguilar är det mycket glesbefolkat, med 4 invånare per kvadratkilometer.